# Simulátor

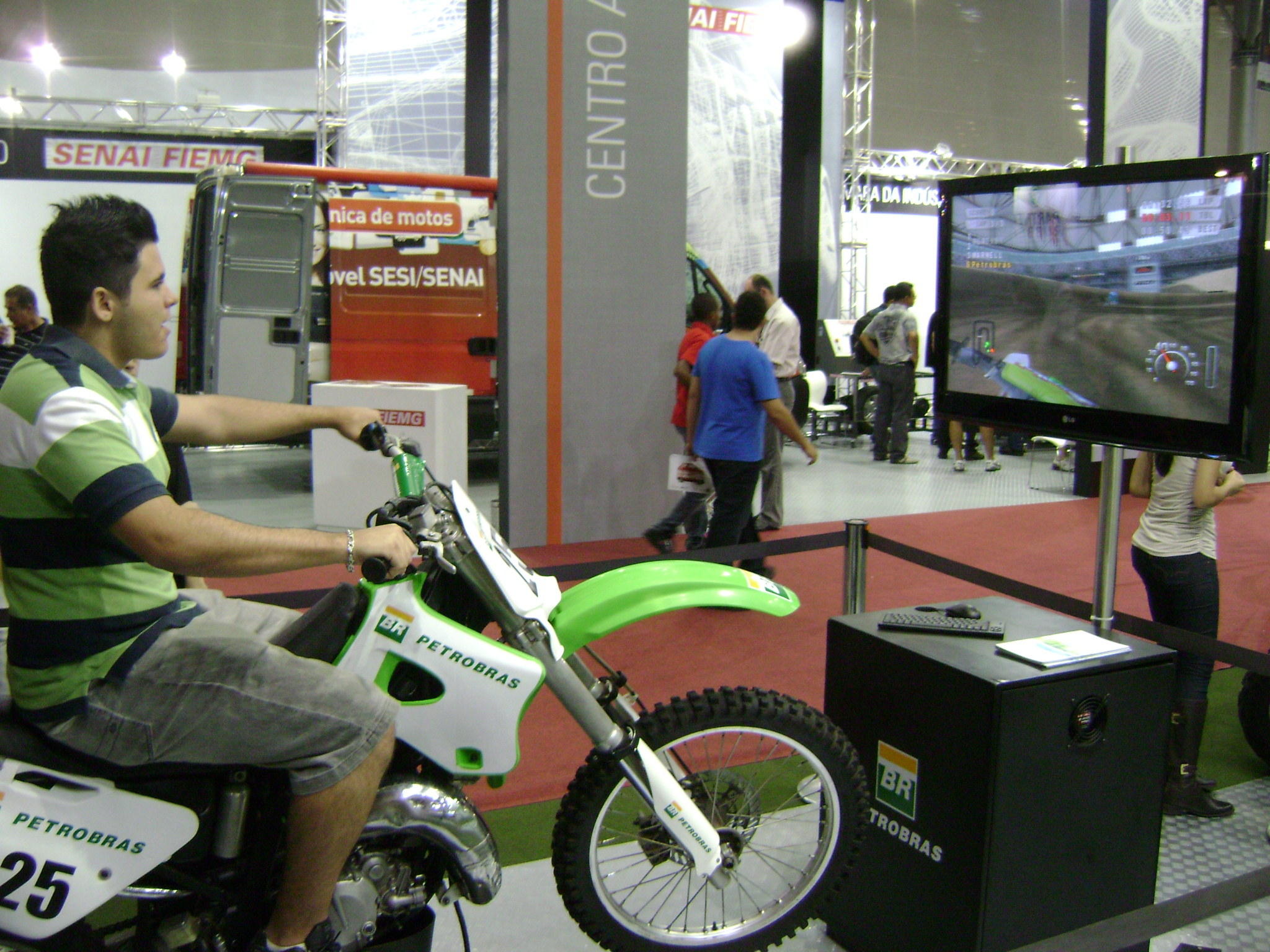
Simulátor motocyklu

Pojem simulátor se používá pro určité zařízení, které je vytvořeno tak, aby napodobovalo skutečné podmínky, a s jehož hardwarem můžeme různými způsoby manipulovat tak, abychom dosáhli obdobných stavů jako v realitě. Většinou se používá pro účely výzkumné či výcvikové, neboť se jedná o poměrně cenově výhodnou alternativu, než např. trénovat piloty přímo na skutečném letadle.

## Typy simulací
Jsou tři hlavní typy simulátorů. Těmito typy jsou živá simulace, virtuální a konstruktivní. Živá simulace zahrnuje skutečné lidi, kteří skutečně pracují s některými systémy. Většinou se využívá skutečné vybavení a je velmi blízké k replikaci skutečné aktivity.
Virtuální simulace zahrnuje skutečné lidi, kteří manipulují se simulovaným systémem. Jedná se například o rozvíjení různých dovedností, na tento typ simulace jsou zaměřeny následující kapitoly. 
Posledním typem je konstruktivní simulace, která zahrnuje simulované lidi pracující se simulovanými systémy. Jedná se především o simulace, kdy chceme nějaký fenomén analyzovat, případně ho nějakým způsobem měřit, či získat predikci možných výstupů.

## Druhy simulátorů

### Letecký simulátor
Letecké simulátory jsou asi úplně nejznámějším a nejvyužívanějším typem simulátoru. Letecký simulátor se využívá pro výcvik profesionálních pilotů, ale je přístupný i veřejnosti pro zážitkové účely. Simulátor má svůj hardware připraven tak, aby věrně kopíroval konkrétní model letadla, proto může být i různá náročnost ovládání simulovaného letadla – některé modely letadel totiž mohou mít větší podporu počítači než jiné. 
Místo výhledu ven však na simulátoru máme před sebou obrazovky, které simulují venkovní prostředí a přes které můžeme vidět, jak simulátor reaguje na naši interakci, případně v poslední době se čím dál více využívá i virtuální realita. Letecké simulátory se mohou dále dělit na pohyblivé a nepohyblivé.
Letecký simulátor je založen na fyzikálně-matematickém modelu, který obsahuje charakteristiky skutečného letadla a také sekvence, které popisují jeho chování. Na základě těchto sekvencí pak model reaguje na interakci se simulátorem.

### Silniční simulátor

#### Simulátor automobilu
Velmi častým a asi nejvíce dostupným simulátorem je simulátor automobilu. Existuje spousta možností, kde se setkat s tímto simulátorem, ať už v rámci výcviku, nebo i mezi hrami, které jsou v prodeji. Aby byl simulátor co nejvěrnější, dá se zakoupit i hardware v podobě volantu a pedálů.

#### Simulátor Formule 1
Specifickým silničním simulátorem pak je simulátor Formule 1. Obdobně jako u letadel, je zde postaveno celé prostředí kokpitu, včetně zabudovaných závodních komponent, „jezdec“ tedy kopíruje reálnou polohu, která je ve formuli. Samozřejmostí pak je samozřejmě i displej, na kterém můžeme vidět rychlost, otáčky a zařazený rychlostní stupeň.
Často simulátory používají i skuteční jezdci Formule 1 jako formu tréninku, jedná se tedy skutečně o věrně napodobené prostředí, které se od reality liší především tím, že zde není žádný odpor vzduchu při jízdě. Při simulacích se také vytvářejí telemetrická data, která pak jezdci mohou používat pro další svůj rozbor.

#### Simulátory nákladních aut a autobusů
Pro výcvik nastávajících řidičů nákladních aut a autobusů je také možné použít simulátor. Řidič sedí ve skutečné kabině, kde je opět pomocí obrazovek promítán obraz okolí. Jedná se o pohyblivý simulátor, což znamená, že kabina je postavená na skutečných teleskopických vzpěrách, a reagují na simulované okolí – tedy jestliže na obrazovkách jede nákladní auto z kopce dolů, kabina se podle toho také naklání.
Mimo jiné reaguje i na situace, jako je projetí výmolu či rychle projetá zatáčka. Tyto simulátory jsou však nákladnější na pořízení, proto nejsou stále ještě příliš rozšířené, nicméně dá se očekávat, že brzy se do nich bude investovat více.

### Pacientský simulátor
Simulační medicína je moderním způsobem výuky ve zdravotnictví pomocí simulátorů. Zpravidla se k tomu využívá pacientský simulátor, u kterého můžeme nastavit různé fyziologické i patologické parametry, dále jeho součástí zpravidla bývá i audiovizuální záznamová technika pro možnost přehrání. Její výhodou je, že je možnost si nacvičit i méně časté nebo až vzácné situace, na které jinak lékař nemusí být připraven. 
Pacientským simulátorem rozumíme figurínu člověka či jeho částí, která je určená především pro vzdělávání ve zdravotnictví. U figurín se dá také nastavovat různá úroveň imitovaných fyziologických funkcí, jako je například krvácení, ale také pohyby či hlasová interakce. Toto vše může být řízené za pomoci počítače a softwaru.
Při využívání pacientského simulátoru se často řídíme klinickým scénářem, což je určitý plán očekávaného a potenciálního dění, který se vytváří pro danou simulovanou situaci. Zpravidla zahrnuje nějaký kontext, kvalifikaci participantů, případně i instruktáž, poznámky a cíle učení, ale i instrukce účastníků, informace o pacientovi a podmínky prostředí. Také se samozřejmě nastavují příslušně simulátory, případně se i vybírají potřebné pomůcky. Scénáře mohou být různé na základě jejich cíle.
Po dokončení výkonu samotné simulace, většinou následuje ještě debriefing, kdy se s instruktorem okamžitě po simulaci diskutuje zpětná vazba, případně i různé aspekty. 

#### Další využití simulace ve zdravotnictví
Simulace se ve zdravotnictví však nepoužívají pouze jenom jako pacientské simulátory, můžeme se setkat i s použitím simulací jako modelováním rozhodovacích situací. Toto využití je zkoumáno např. armádami. V tomto případě se používá především jako nástroj deskriptivní a pro rozhodování poskytuje informace o pravděpodobných důsledcích alternativních rozhodnutí. 
Často se modelují především dvě situace – zkoumání reakcí a celkového chování zdravotnického systému na dané situace a scénáře vznikající na základě reálných situací, na které musel zdravotnický systém reagovat. Pro druhé zmíněné se většinou používají reálné reakce, které se odehrály v minulosti.
V rámci simulační medicíny se můžeme setkat i s „živými simulacemi“ – tedy reálně prováděnými, jako je například simulace výjezdu sanitky, kdy se vyjede do terénu a ošetřuje se pacient (s využitím pacientského simulátoru).

### Simulační výuka

#### Střelecké simulátory
Střelecké simulátory slouží k výuce teorie střelby a taktiky, tréninku ovládání zbraně a taktického tréninku střeleckého týmu. Umožňuje také zvolit zbraň podle požadavků uživatele. Opět se jedná o velice věrné repliky. Nejsou opomenuty ani parametry, jako například umístění těžiště, odpor spouště a velikost zpětného rázu.
Střelecké simulátory mají velké množství senzorů, které zaznamenávají data, která mohou být dále analyzována. Jedná se nejen o data, jako jsou výsledky palby, ale i chyby, kterých se střelec dopustil. Jako u všech dříve zmíněných simulátorů, prostředí je promítáno na obrazovku či plátno a lze měnit různé podmínky, jako třeba rychlost větru.

#### Pracovní školení
Simulátory s virtuální realitou se dnes velmi často také využívají při různých pracovních školeních. Jako příklad může být uvedeno využití v automobilovém průmyslu, kdy především zaměstnanci, kteří dávají dohromady některé díly, nejprve provádí všechny potřebné akce ve virtuální realitě, až následně potom v provoze.
Další využití můžeme nalézt v logistických společnostech, kde se kombinuje použití hardwaru s virtuální realitou a zaměstnanci se učí ovládat vysokozdvižné vozíky. Kromě toho, že se zaměstnanci naučí pracovat s vysokozdvižnými vozíky, simulace také kopíruje strukturu skladu, což zaměstnancům pomáhá ve stejný okamžik se naučit i orientovat ve skladu. Stejně tak se zaměstnanci školí i v efektivním využívání skladu.
I v aviatickém průmyslu se používá další způsob simulace kromě výše zmíněného leteckého simulátoru, a to je školení pro letecké inženýry. Během školení musí tito inženýři vyřešit konkrétní problém, například výměnu konkrétní součástky.

### Ostatní simulátory
Jako další simulátory, které je možné zmínit, tak jsou například simulátory ponorky. Jedná se o simulátor pro více osob, kde je zjednodušený modul velícího můstku a je zde simulován i možný průsak vody či simulace požáru za využití generátoru kouře.
Simulátory však vznikají i pro armádní účely, například simulátory, které se využívají pro výcvik posádek obrněných vozidel. U těchto účelů je však zdlouhavá výuka a „běžný člověk“ se k nim snadno nedostane.
Zajímavým typem simulátoru je také například simulátor deště, který je využíván pro vědecké účely. Používají se jak v terénu, tak i v laboratorních podmínkách. Slouží ke zkoumání půdních a odtokových charakteristik, což je s přírodním deštěm náročné, neboť je nepředvídatelný. Je více principů generování deště, hlavní dva typy jsou pulzní a kyvné.
Bylo by však vhodné zmínit i videohry, které tak na první pohled nemusí působit, ale také se jedná o určitý typ simulací. Hry mohou být různého typu, ať již strategického rázu, ale i akční hry či adventury.
Simulátorů je samozřejmě ještě velké množství a neustále další vznikají. Jedná se o oblast, která do budoucna může být velmi nápomocná při řešení problémů a může mnohem lépe připravit především do profesního života, než kdejaká čistě teoretická výuka. Zároveň se však jedná i o velmi zajímavý způsob pro poznání jiných profesí pomocí reálného napodobení či i gamifikace.

## Efekty simulátorů

### Lepší učení pomocí gamifikace
Jak bylo zmíněno výše, simulátory se velmi často využívají k výukovým účelům. V poslední době však zažívá svůj rozmach i virtuální realita, která se čím dál častěji začíná kombinovat se simulátory, kde je to možné. Ještě lepších výsledků výuky pomocí virtuální reality je možné dosáhnout pomocí gamifikace. Při studii, kdy část participantů se účastnila výuky v negamifikovaném prostředí a část v gamifikovaném, lepších výsledků dosahovali participanti, kteří absolvovali gamifikovanou výuku.

### Výuka pomocí simulátorů propojených s virtuální realitou
Simulátory propojené s virutální realitou prozatím působí, že jsou velice efektivní a mohou pomoci ušetřit čas. Například ve studii, která se zaměřovala na porovnání času, který je potřeba strávit se studenty stomatologie, kteří pracovali s pacientským simulátorem nepodporovaným počítačem a kteří pracovali se simulací přes virtuální realitu. Studenti využívající virtuální realitu výrazně šetřili čas vyučujících, neboť byli schopní dostat zpětnou vazbu přímo přes ni, zároveň ale také nepotřebovali ze strany vyučujících žádnou další interakci, na rozdíl od studentů využívajících obyčejný simulátor.
Zároveň ale, jak bylo zmíněno v mnoha studiích, prozatím není možné přejít pouze k výuce pomocí simulátorů. Je potřeba nejprve mít teoretické základy, případně kombinovat teoretickou výuku s praktickou pomocí simulátorů.

### Simulátorová nemoc
Simulátorová nemoc je pojem, který poprvé zazněl již v 50. letech. Jedná se o fenomén, kdy participantovi není zcela dobře a pociťuje diskomfort. Toto může být spojeno s tím, že se jedná o nevolnost vyvolanou zrakovým vjemem. Je podobná kinetóze, což je nemoc z pohybu, ale na rozdíl od ní není nutně vyvolána pohybem.
Symptomy simulátorové nemoci mohou být ať už zmíněný diskomfort, ale také ospalost, bolest hlavy, dezorientace, ale i únava, pocení, či nevolnost. V některých extrémních případech bylo uvedeno i zvracení. Nedá se však generalizovat, jestli některý ze symptomů převládá.
Podle některých studií, jsou k ní náchylnější ženy. Do určité míry zde hrají roli hormony, ale mimo jiné i to, že ženy vnímají své okolí více do šířky než muži. Z hlediska věku se simulátorová nemoc nejvíce projevuje kolem pubertálního věku, s přibývajícím věkem náchylnost k ní postupně klesá, až kolem padesáti let mizí téměř úplně.
V okamžiku, kdy se simulace účastní více lidí, jako například v případě leteckého simulátoru (hlavní pilot, kopilot, případně i nějaký doprovod či dozor přítomný v simulátoru), nejméně náchylná je k simulátorové nemoci osoba, která nejvíce zasahuje do situace a snaží se jí co nejvíce kontrolovat – tedy v uvedeném příkladu se jedná o hlavního pilota.
Při zkoumání u silničního simulátoru, mnohem větší nevolnost byla při řízení na dálnicích či mezi vesnicemi, než ve městě. To pravděpodobně může souviset s rychlostí, neboť participanti na dálnicích jezdili průměrnou rychlostí 60 mil za hodinu, zatímco ve městě 25 mil za hodinu.